# 阿利耶尔
阿利耶尔（法語：Allières，法語發音：[aljɛʁ]）是法国阿列日省的一个市镇，属于富瓦区。

## 地理
阿利耶尔（43°2'10"N, 1°21'57"E）面积9.1 平方千米，位于法国奧克西塔尼大區阿列日省，该省份为法国西南部内陆省份，西部和北部与上加龙省接壤，东临奥德省，东南至东比利牛斯省接壤，南与安道尔和西班牙接壤。
与阿利耶尔接壤的市镇（或旧市镇、城区）包括：塞鲁堡、阿里兹河畔迪尔邦、勒马斯达济勒。

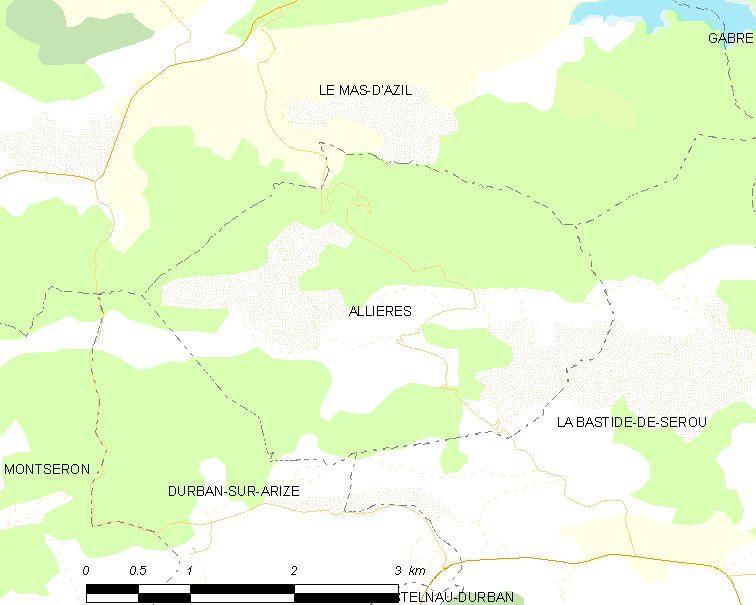
阿利耶尔的OSM定位图

阿利耶尔的时区为UTC+01:00、UTC+02:00（夏令时）。

## 行政
阿利耶尔的邮政编码为09240，INSEE市镇编码为09007。

## 政治
阿利耶尔所属的省级选区为库斯朗东县。

## 人口

1962-2008年间阿利耶尔人口变化图示

阿利耶尔于2022年1月1日时的人口数量为75人。